# روكي سانتا كروز

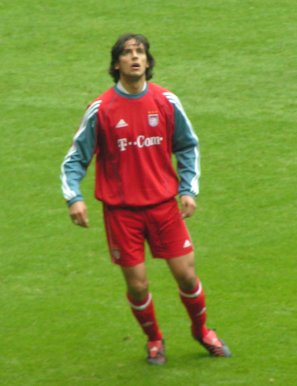
روكي سانتا كروز

روكي لويس سانتا كروز كانتيرو (بالإسبانية: Roque Santa Cruz)‏، من مواليد 16 أغسطس 1981 في أسونسيون في باراغواي، لاعب كرة قدم باراغوياني.
بدأ مسيرته الكروية مع نادي أوليمبيا أوسونسيون في عام 1998، ولعب معهم حتى عام 1999، وشارك معهم في 9 مباريات وسجل 3 أهداف، وفي عام 1999 انتقل إلى نادي بايرن ميونخ الألماني، ولعب معهم حتى عام 2007، وشارك معهم في 155 مباراة وسجل 31 مباراة، ومنذ عام 2007 وهو يلعب مع نادي بلاكبيرن روفرز الإنجليزي ثم انتقل إلى مانشستر سيتي موسم 2008-2009.
منذ عام 1999 وهو يلعب مع منتخب باراغواي لكرة القدم.

## روابط خارجية
- روكي سانتا كروز على موقع ميوزك برينز (الإنجليزية)
- روكي سانتا كروز على موقع الاتحاد الدولي (مؤرشف)  (الإنجليزية)
- روكي سانتا كروز على موقع الاتحاد الأوربي (الإنجليزية)
- روكي سانتا كروز على موقع قاعدة بيانات كرة القدم.إي يو (الإنجليزية)
- روكي سانتا كروز على موقع بيانات كرة القدم. دي إي (الألمانية)
- روكي سانتا كروز على موقع ليكيب (الفرنسية)
- روكي سانتا كروز على موقع ناشيونال فوتبول تيمز (الإنجليزية)
- روكي سانتا كروز على موقع Soccerbase.com (لاعب) (الإنجليزية)
- روكي سانتا كروز على موقع Soccerway.com (الإنجليزية)
- روكي سانتا كروز على موقع عالم كرة القدم.نت (الإنجليزية)
- روكي سانتا كروز على موقع أوليمبيديا (الإنجليزية)